# Clenchwarton
Clenchwarton – wieś w Anglii, w hrabstwie Norfolk, w dystrykcie King’s Lynn and West Norfolk. Leży 66 km na zachód od Norwich i 143 km na północ od Londynu.
Miejscowość liczy 2200 mieszkańców.